# Golemi Dol
Golemi Dol (en serbe cyrillique : Големи Дол) est un village de Serbie situé dans la municipalité de Preševo, district de Pčinja. En 2002, il comptait 294 habitants, dont 266 Albanais (90,47 %) et 28 Serbes (9,52 %).
En septembre 2011, l'assemblée des députés albanais de Preševo, Bujanovac et Medveđa a incité les Albanais de Serbie à boycotter le recensement prévu pour le mois d'octobre de cette année-là ; de ce fait, aucun chiffre de population n'a été communiqué pour les localités de la municipalité de Preševo.

## Démographie
| 1948 | 1953 | 1961 | 1971 | 1981 | 1991 | 2002 |
| ---- | ---- | ---- | ---- | ---- | ---- | ---- |
| 360  | 395  | 435  | 447  | 414  | 383  | 294  |

|  |